# Paraphysornis brasiliensis
Paraphysornis brasiliensis — викопний вид нелітаючих хижих птахів вимерлої родини фороракосових (Phorusrhacidae), що існував кінці олігоцену в Південній Америці.

## Скам'янілості
Майже повний скелет птаха знайдено у відкладеннях формації Тремембе у штаті Сан-Паулу на півдні Бразилії. На основі решток, у 1982 році, бразильський палеонтолог Геркулану Альваренга описав новий вид фороракосових Physornis brasiliensis. У 1993 році Альваренга переглянув систематику виду та виділив його в окремий рід Paraphysornis. Голотип експонується в Музеї природознавства міста Таубате.

## Опис
Це був великий хижий птах заввишки до 240 см. Він був трохи меншим, ніж Brontornis burmeisteri, але більшим, ніж Phorusrhacos longissimus. Вага птаха, за оцінками, могла досягати до 180 кг. Череп з масивним дзьобом сягав завдовжки 60 см.